# 4966 Edolsen
4966 Edolsen eller 1981 EO34 är en asteroid i huvudbältet som upptäcktes den 2 mars 1981 av den amerikanska astronomen Schelte J. Bus vid Siding Spring-observatoriet. Den är uppkallad efter Edward John Olsen.
Asteroiden har en diameter på ungefär 10 kilometer.